# فيتالي أستاخوف
فيتالي أستاخوف (بالروسية: Астахов, Виталий Геннадьевич)‏ هو لاعب كرة قدم روسي في مركز حراسة المرمى، ولد في 9 يناير 1979 في سامارا في روسيا. لعب مع إف سي موسكو وبالتيكا كالينينغراد وتوم تومسك ونادي أورينبورغ ونادي فولغا نيجني نوفغورود.